# Elisa Bravo
Elisa Bravo Jaramillo de Bañados se cree que fue una de las pasajeras sobrevivientes del naufragio del bergantín Joven Daniel, en 1849 en la playa de Puaucho, frente al lago Budien la actual Región de la Araucanía, en el sur de Chile. El mito en torno a su caso es conocido como una de las primeras campañas mediáticas y culturales del Estado de Chile contra el pueblo y la cultura Mapuche.

## Historia personal
Bravo nació en Valdivia, hija de Miguel Bravo Aldunate y Carmen Jaramillo Jaramillo. Se casó con Juan Bañados Berendique.
En 1849, la embarcación Joven Daniel donde supuestamente viajaba Bravo Jaramillo, naufragó en el lago Budi, una zona rodeada por comunidades Mapuche. La prensa de la época comunicó que estos habrían asesinado o raptado a los sobrevivientes del naufragio.Sin embargo, no existió en la prensa de ese tiempo alguna mención a que Elisa Bravo fuera pasajera del barco; su nombre sí apareció en los juicios relacionados al naufragio levantados por una empresa peruana, ya que se realiza una enumeración de todas las personas involucradas demandantes, donde se nombra:

Don Miguel Bravo representando derechos propios i de su finada ija Doña Elisa Bravo.
Citado por Jorge Muñoz Sougarret.

## Contexto histórico y consecuencias
Las pocas informaciones que se conocieron de forma verídica de lo ocurrido generaron que la historia se llenara de especulaciones, creándose muchas leyendas sangrientas sobre lo que podía haber ocurrido con los pasajeros sobrevivientes. Los diversos matices que toma la leyenda tienden a denostar al pueblo mapuche e intentan hacerlo ver como un grupo de seres sanguinarios, sin que existan pruebas contundentes de lo ocurrido con los pasajeros de la embarcación posterior al naufragio.

Lo que es necesario destacar de este hecho, es que para la sociedad chilena -santiaguina especialmente- se corroboró la imagen de bárbaros y brutales que ya poseían los mapuches. Junto con el temeroso respeto de la bravura, fue creciendo un sentimiento anti-indígena, que predominará en las décadas siguientes.
José Bengoa.

Varios escritos y estudios se hicieron relativos al tema del naufragio y del supuesto cautiverio de Elisa Bravo. Entre ellos destaca el realizado por Benjamín Vicuña Mackenna, Elisa Bravo, o sea, el misterio de su vida, de su cautividad y de su muerte: con las consecuencias políticas i públicas que la última tuvo para Chile de 1884, donde el autor glorifica la imagen de Elisa y la utiliza para justificar la «pacificación» de la Araucanía.

¿Vive cautiva Elisa Bravo, anciana y desnaturalizada ya por el infortunio, y la esclavitud, la promiscuidad de sus amos y sus años ya numerosos, según déjanlo entrever telegramas de última hora trasmitidos desde el fondo de la Araucanía?
Benjamín Vicuña Mackenna, pág. 33.

Se generó un enaltecimiento de la imagen de Elisa Bravo como mártir, supuestamente mujer joven y hermosa, sobreviviente del naufragio y a quien asesinaron a sus hijos, convirtiéndola en cautiva con un casamiento forzoso con el cacique Curin, teniendo descendencia mestiza.

Fue emulada bajo la visión de la cautiva que brama entre sus captores por ser liberada.
Yéssica González.

Ocho años después del naufragio se seguía diciendo que Elisa estaba viva y hasta se pensó en realizar un rescate para salvarla. Se cuentan historias de telegramas donde se asegura que la han visto muchos años después.
Estas historias solo lograron que la población general sintiera un gran malestar hacia el pueblo mapuche y esto ayudaba a justificar los vejámenes que se les realizaron. Tanto así que se convirtió en un tema país, donde el presidente Manuel Bulnes exigió una investigación de lo ocurrido, concluyendo esta en que no había sucedido ninguna masacre con los náufragos.

Y la figura de Elisa Bravo llamó la atención de todos, por su juventud, convirtiéndose rápidamente en la protagonista de todos los rumores y clamores de justicia. En la prensa se exigía que el crimen no quedase impune, puesto que podría provocar una rebelión indígena. Por temor no solo a la opinión pública sino que sobre todo a un levantamiento de las tribus, el gobierno de Manuel Bulnes ordenó una investigación militar, a fines del mismo año, con el fin de establecer los hechos y castigar a los culpables. Dicha investigación presentó como resultado la inocencia de los indígenas inculpados, y concluyó que las acusaciones no habían sido más que rumores.
A la luz de la fotografía.

## En el arte
Una visita a Chile del pintor francés Raymond Monvoisin en 1849 coincidió con la noticia del naufragio y, a su regreso a Europa, realizó dos pinturas alusivas diez años después de lo ocurrido. Naufragio del Joven Daniel donde aparece una mujer con dos niños pequeños raptada por un grupo de mapuches y Elisa Bravo Jaramillo de Bañados, mujer del cacique o Elisa Bravo en cautiverio, donde se muestra a una mujer con dos hijos mestizos y atrás un mapuche. Mostrado en el contenido estilo neoclásico, se retrata el cautiverio de una mujer blanca a manos de los indígenas y el mestizaje. Las obras tuvieron una gran circulación nacional, convirtiendo al naufragio en una leyenda trágica, difundiendo la leyenda de Elisa, los supuestos acontecimientos y entregando una visión sesgada y diabólica del pueblo mapuche al resto de la población.

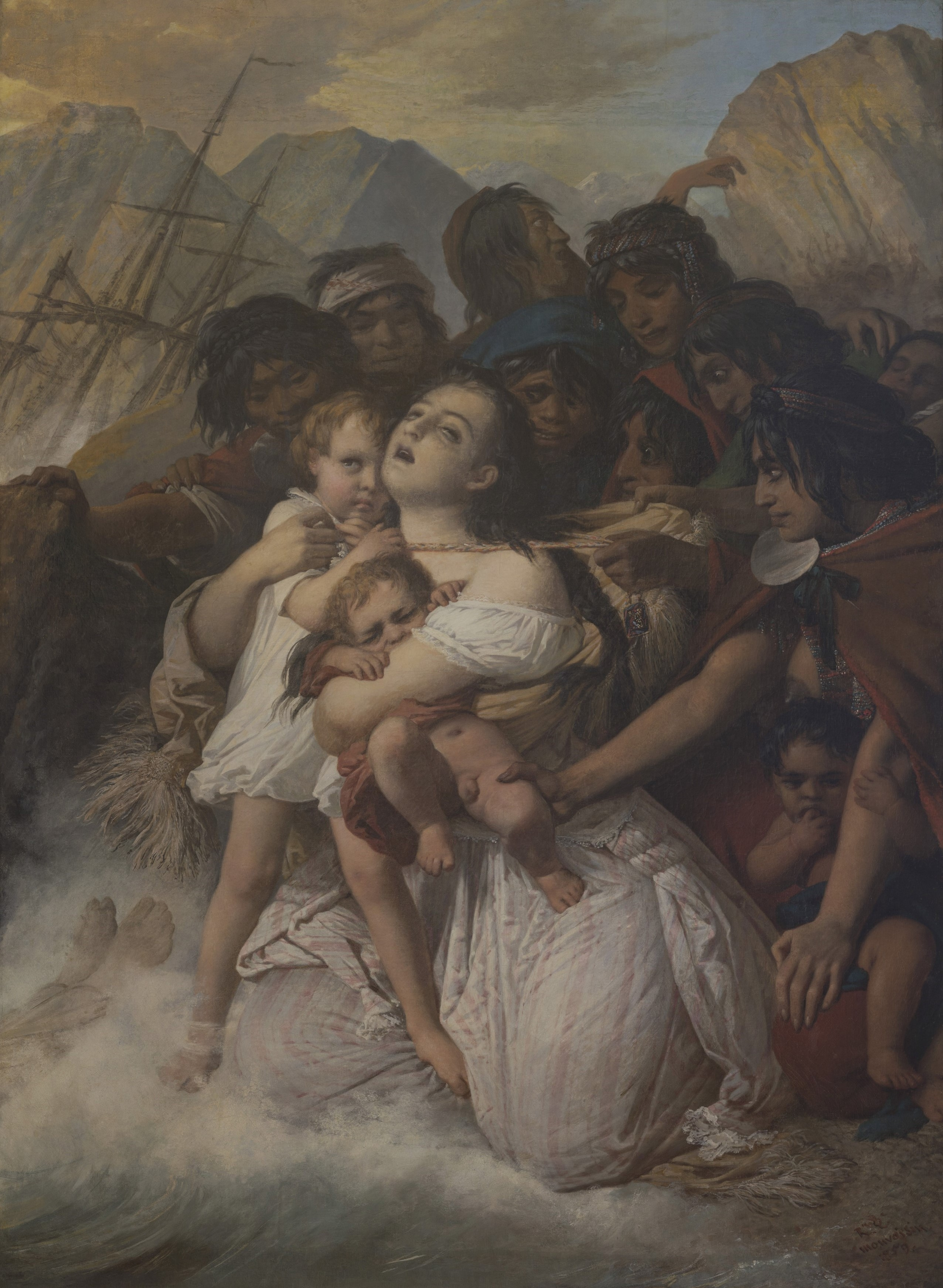
Naufragio del «Joven Daniel» por Raymond Monvoisin, 1859.
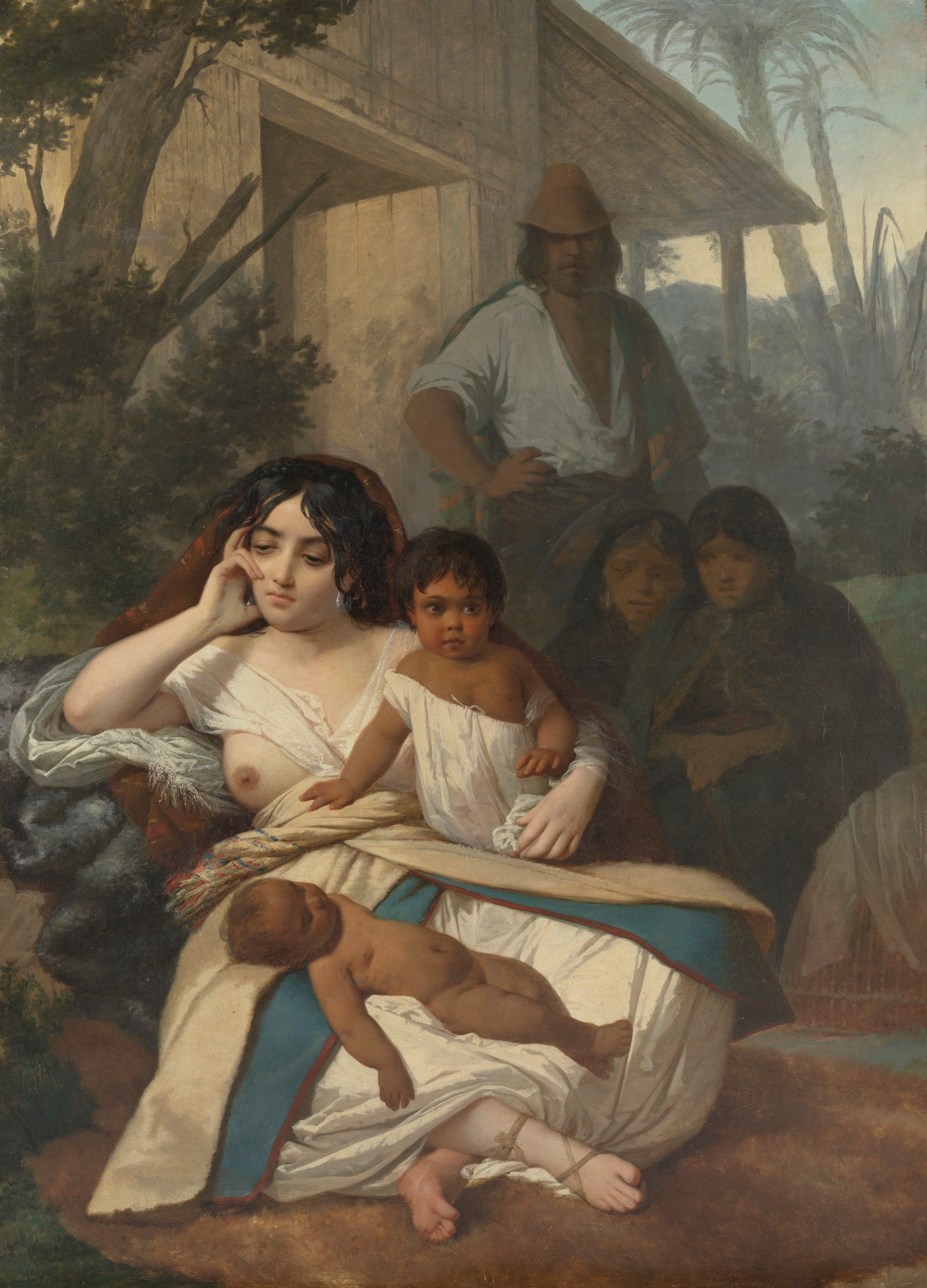
Elisa Bravo Jaramillo de Bañados, mujer del cacique o Elisa Bravo en cautiverio por Raymond Monvoisin,1858.